# 국민대학교 성곡도서관
성곡도서관(省谷圖書館)은 대한민국 서울특별시 성북구 정릉로77 국민대학교 내에 위치하고 있는 국민대학교 도서관으로 1946년 12월, 국민대학교 개교와 더불어 도서과로 발족했다. 그 이후 1962년 5월 도서관으로 승격했고 1971년 8월 현 정릉동 교사로 이전하며 중앙도서관으로 승격했다. 1993년 6월 지금의 성곡도서관(4200여평의 규모)이 신축되었다.
1946년 해방 이후 첫 민족 사학으로 첫발을 내딛은 국민대학교의 도서과로 출범하였으며 해공 신익희 선생의 창학 이념인 공동체주의 정신과 성곡 김성곤 선생의 실용주의 육영이념을 바탕으로 대학 교내에서 지식의 수집과 보존을 통한 학술연구 지원이라는 중추적 기능은 물론 지역사회 내에서는 지식의 공유 , 확산이라는 사회적 기여자로서의 역할을 충실히 수행하는 기관이다. 1993년 신축 개관한 성곡 도서관은 국내 대학 최초로 완전개가 자유열람제를 도입하여 대학도서관계에 새로운 반항을 일으켰고, 특성화 분야의 분관 도서관 설치를 통해 대학 도서관 운영의 선구적인 모델을 제시한 바 있다. 이런 성과들은 근래에 한국학수정보협의회의 우수기관상, 한국사립대학교 도서관협의회의 도서관환경개선사례공모 최우수상, 그리고 한국도서관협의회의 한국도서관상 수상 등으로 이어지면서 성곡도서관의 입지를 다졌다.
성곡도서관은 대학 도서관 본연의 가치에 충실하기 위해 보관개념이 아닌 이용개념으로서의 자료활용을 극대화 하고, 도서 및 서비스에 자유로운 접근성을 제고하며, 기술의 발전과 수요자의 필요를 따라가는 적응성을 강화, 시민적 미덕이라는 공동체 DNA 공급자로서의 선도적 역할을 하는 도서관으로써 이용되고 있다.
도전하는 국민*인을 양성하는 지식 정보의 HUB도서관. Information(학술정보 유통 및 지원의 Hub 역할 수행), Challenge(도전하는 국민*인 양성) , Change(유기적,능동적 대응 및 변화주도) , Idea(창의적이고 기능적인 아이디어 정보 공간)의 Vision을 갖고 있다.

### 연혁
- 1946~1970 : 도서관의 첫걸음! 국민대학교 개교와 더불어 도서과 발족
- 1971~1992 : 중앙도서관 승격! 현 정릉동 교사 이전 및 중앙도서관 편제로 확충
- 1993~2000 : 성곡도서관 신축 완공! 도서관전산화시스템 구축
- 2001~2011 : 주제 전문 도서관 확충! 디자인 , 법학 , 멀티미디어정보실의 완성
- 2011~현재 : 성곡도서관 제 2의 탄생! 디지털,교육환경개선 및 각종 대외 수상

### 층별안내
- 지하2층 : K*ook Shop , Mi Shop , N Shop , 일본자료실 , 열람실
- 지하1층 : 카페인피니티 , 개방형스터디룸 , 해동
- 1층 : 학술지원팀 , 학술 DB Zone , 학술정보기획팀 , 중앙대출실 , 스터디룸 , 성곡기념홀 , U-Area , PC Zone , DVD Zone , 멀티미디어자료보관실 , A/V Room ,  안내데스크
- 2층 : 인문과학도서실 , 문학/역사 도서실 , 검색대 , 그룹영상 감상실 , 스터디룸 , 제2열람실 , 노트북열람실 , 스터디룸 , 안내데스크
- 3층 : 순수과학/예술 도서실 , 사회과학도서실 , 검색대 , 스터디룸 , 스터디룸 , 기술과학도서실
- 4층 : 정기간행물 , 본교학위논문/논문집 , 과제도서/본교 교수저서 , 신착간행물 , 검색대 , 참고도서/악보 , 한적실 , 복사실 , 스터디룸 , 디자인정기간행물/참고 자료/과제도서 , 디자인도서관 , 디자인단행본 , 안내데스크
- 5층 : 금하열람실 , 스터디룸 , 학생캐럴 , 캐럴 , Collaboration Room

## 분관안내

### 디자인도서관
2001년 10월 17일 개관한 국민대학교의 디자인 도서관은 디자인 분야의 다양하고 전문적인 자료를 수집하여 정보를 제공함과 아울러 각 학문간의 연계 활성화를 도모하여 디자인 학술발전에 이바지 하고 있는 특성화 주제전문 도서관이다. 성곡도서관 열람동 4층에 위치하고 있으며 디자인 분야의 일반도서, 참고도서, 학술 잡지 등 총 망라하여 소장하고 있다.

### 법학도서관
2007년 5월 28일 개관한 국민대학교 법학도서관은 법학분야의 다양하고 전문적인 자료를 수집하여 정보를 제공함과 아울러 각 학문간의 연계활성화를 도모하여 법학분야 학술발전에 이바지하고자 특성화한 주제전문 도서관이다.법학관 지하 1층(B101호)에 위치하고 있으며 국내외 법학분야의 일반도서, 참고도서, 학술잡지 등 총 망라하여 소장하고 있다.